# 罗索希农村居民点
罗索希农村居民点（俄语：Россошанское сельское поселение）是俄罗斯联邦沃罗涅日州列皮约夫卡区所属的一个农村居民点。其下辖有8个居民点，行政中心为罗索希。据2016年统计，该农村居民点的人口为1223人。